# Паскин, Анатолий Петрович
Анатолий Петрович Паскин (14 (26) ноября 1842, Киевская губерния — 1 мая (13 мая) 1899, Санкт-Петербург ) — русский военный деятель, генерал-майор, участник подавления Польского восстания и русско-турецкой войны, бранд-майор Санкт-Петербурга.

## Биография
Происходил из дворян Киевской губернии. Родился 14 (26) ноября 1842 года в семье Петра Алексеевича Паскина. 
После окончания Пажеского корпуса произведен в прапорщики Лейб-гвардейского Московского полка с прикомандированием к Николаевской инженерной академии но 4 октября того же года отчислился от неё обратно в строй.
С 11 февраля 1863 года вместе с полком находился в составе войск Виленского военного округа, для усмирения польского мятежа, 4 апреля был в деле с мятежниками в Жижморском лесу, за отличие в коем 10 мая 1863 года награждён орденом Святой Анны 4-й степени с надписью за храбрость.
19 мая 1863 года произведён в подпоручики, с 13 июня он был сначала батальонным адъютантом, а затем делопроизводителем полкового хозяйственного комитета. 27 марта 1866 года произведён в поручики, 30 августа 1867 года — в штабс-капитаны. С 25 марта по 13 декабря 1868 года был делопроизводителем особой комиссии, под председательством генерал-майора Шильдер-Шульднера, для составления новой формы изложения годовых отчётов хозяйственных комитетов войск гвардии, применительно к отчетности требуемой Главным штабом.
7 января 1869 года Паскин принял роту. С 4 октября 1872 года и по 25 октября 1877 года командовал ротой Его Высочества; 17 марта 1875 года Паскину Всемилостливейше был пожалован подарок по чину за издание книги «Свода существующих положении и правил для молодых солдат». 4 августа 1876 года произведён в капитаны. 
После мобилизации в связи с русско-турецкой войны Паскин в составе полка выступил в Турцию и 6 октября переправился у Земницы на Болгарский берег Дуная.
С 12 по 21 октября Паскин находился на Медованской позиции, при постройке редута Мирковича на Волынской горе, под огнём Плевневских батарей, и за отличие 16 декабря 1877 года был награждён орденом Святой Анны 2-й степени с мечами. 28 октября назначен и.д младшего штаб-офицера и командующим 4-м батальоном. Назначение это застало его на передовой позиции у Оссикова, в составе головного отряда, предназначенного для действий против Правецкой позиции.
Затем Паскин участвовал: 10 ноября в перестрелке и артиллерийском бою у города Правца; 11 ноября в составе колонны графа Шувалова во взятии Правецкой укрепленной позиции. 16 и 17 ноября принимал участие в рекогносцировке города Орханиэ в составе колонны генерал-лейтенанта Эллиса, 18 ноября — в занятии этого города и Врачешской позиции.
С 30 ноября находился на передовых позициях на Балканах, против Шандорника. 21 декабря с батальоном перешёл Балканы и присоединился к полку в деревне Горние-Комарцы. Далее он участвовал: в ночь на 31 декабря 1877 года в переходе вброд через реку Марицу у деревни Симчины под начальством флигель-адъютанта полковника Грипенберга; 2 января 1878 года в занятии города Татар-Базарджика, затем в переходе вброд через реку Марицу во время ледохода и в трёхдневном бою под Филипполем (3, 4 и 5 января). За отличие в этих делах 31 марта 1878 года был награждён орденом Святого Владимира 4-й степени с мечами и бантом и золотой саблей с надписью за храбрость.
16 апреля 1878 года был произведён в полковники и 31 октября назначен заведующим хозяйством полка; должность занимал до 24 мая 1881 года. 26 июня того же года он был прикомандирован к управлению Санкт-Петербургского градоначальника и 5 ноября переведён в штаб Санкт-Петербургской полиции. 24 ноября 1882 года назначен Санкт-Петербургским бранд-майором. В 1888 году награждён бриллиантовым перстнем, с вензелевым изображением Имени Его Величества. 30 августа 1893 года произведён в генерал-майоры, с оставлением в должности. 
Скончался 1 (13) мая 1899 года. Похоронен на Волковском православном кладбище.

## Публикации
- Свод существующих постановлений и правил для обучения молодых солдат в пехоте / Сост. Лейб-гв. Моск. полка штабс-кап.: А. Паскин 1 и П. Нечаев. Ч. 1-2. — Санкт-Петербург : тип. т-ва «Обществ. польза», 1874
- Свод существующих постановлений и правил для обучения молодых солдат в пехоте / Сост. Лейб-гв. Моск. полка штабс-кап.: А. Паскин 1-й и П. Нечаев. [Ч. 1.] — 1875
- Из походных записок строевого офицера // Сборник военных рассказов… Т. 4. — СПб., 1879
- Из походных записок строевого офицера Лейб-гвардии Московского полка. 1877—1878 г. / [Соч.] А. Паскина. — Санкт-Петербург : тип. (б.) А. М. Котомина, 1880.

## Семья
Был женат на Екатерине Львовне Палибиной. Их дети: Екатерина (род. 15 сентября 1869), Николай, Петр (род. 9 августа 1877), Анна (род. 17 июня 1879). Трое последних крестники — Императора Александра II.